# Liste der Kulturdenkmale in Uelvesbüll
In der Liste der Kulturdenkmale in Uelvesbüll sind alle Kulturdenkmale der schleswig-holsteinischen Gemeinde Uelvesbüll (Kreis Nordfriesland) und ihrer Ortsteile aufgelistet (Stand: 10. März 2025).

## Legende
In den Spalten befinden sich folgende Informationen:
- Objekt-ID: die Nummer des Kulturdenkmales
- Lage: die Adresse des Kulturdenkmales und die geographischen Koordinaten. Kartenansicht, um Koordinaten zu setzen. In der Kartenansicht sind Kulturdenkmale ohne Koordinaten mit einem roten Marker dargestellt und können in der Karte gesetzt werden. Kulturdenkmale ohne Bild sind mit einem blauen Marker gekennzeichnet, Kulturdenkmale mit Bild mit einem grünen Marker.
- Offizielle Bezeichnung: Bezeichnung des Kulturdenkmales
- Beschreibung: die Beschreibung des Kulturdenkmales
- Bild: ein Bild des Kulturdenkmales

## Sachgesamtheiten
| Objekt-ID      | Lage                                           | Offizielle Bezeichnung | Beschreibung | Bild                             |
| -------------- | ---------------------------------------------- | ---------------------- | --- | -------------------------------- |
| 40660 Wikidata | Kirchspielplatz 1 (54° 25′ 1″ N, 8° 55′ 14″ O) | Kirche St. Nikolai     | Aktualisierung vorgesehen - Begründung: geschichtlich, künstlerisch, städtebaulich, Kulturlandschaft prägend - Schutzumfang: Kirche St. Nikolai mit Ausstattung, Kirchhof, Grabmale bis 1870 | weitere Fotos \| Fotos hochladen |

## Bauliche Anlagen
| Objekt-ID      | Lage                                           | Offizielle Bezeichnung             | Beschreibung | Bild                             |
| -------------- | ---------------------------------------------- | ---------------------------------- | --- | -------------------------------- |
| 4402 Wikidata  | Bueerweg 2 (54° 25′ 10″ N, 8° 56′ 54″ O)       | Geesthardenhaus                    | Geesthardenhaus; von 1836; freistehender eingeschossiger Halbwalmdachbau mit Backengiebel, Lootor und Satteldachanbau, Backsteinfassade mit Eisenankern und Reetdeckung - Begründung: geschichtlich, Kulturlandschaft prägend - Schutzumfang: gesamtes Objekt - Denkmaltyp: Bauliche Anlage | BW                               |
| 4397 Wikidata  | Bueerweg 12 (54° 25′ 18″ N, 8° 56′ 44″ O)      | Haubarg                            | Alteintragung (Aktualisierung vorgesehen) - Begründung: Alteintragung (Aktualisierung vorgesehen) - Schutzumfang: Alteintragung (Aktualisierung vorgesehen) - Denkmaltyp: Bauliche Anlage | BW                               |
| 4403           | Bueerweg 18 (54° 25′ 22″ N, 8° 56′ 51″ O)      | Wohnhaus                           | Wohnhaus; 1824; eingeschossige, traufständige Backsteinkate unter reetgedecktem Schopfwalmdach, Ostfassade mit Zwerchgiebel über dem Hauseingang - Begründung: geschichtlich, Kulturlandschaft prägend - Schutzumfang: gesamtes Objekt - Denkmaltyp: Bauliche Anlage | BW                               |
| 4399 Wikidata  | Kirchspielplatz 1 (54° 25′ 1″ N, 8° 55′ 14″ O) | Kirche St. Nikolai mit Ausstattung | 1854 im Stil eines klassizistisch-neugotischen Backsteinbau innerhalb eines halben Jahres erbaut und am 6. Oktober 1854 geweiht. Weil der dänische König Friedrich VII. einen Baukostenzuschuss gewährte, trug die Kirche von 1854 bis 1964 den Namen Friedrichkirche. Alteintragung (Aktualisierung vorgesehen) - Begründung: geschichtlich, künstlerisch, städtebaulich - Schutzumfang: gesamtes Objekt - Denkmaltyp: Bauliche Anlage, Sachgesamtheit: Kirche St. Nikolai | weitere Fotos \| Fotos hochladen |
| 4394           | Kirchspielweg 7 (54° 24′ 58″ N, 8° 55′ 56″ O)  | Wohnhaus mit Haubargscheune        | Wohnhaus und Haubarg-Scheune; Wohnhaus von 1897–98 als Ziegelbau mit hohem Drempelgeschoss und schiefergedecktem Satteldach mit breitem Mittelrisalit; Haubarg von 1887 mit halbrunden und segmentbogigen Eisenfenstern; Haubarg mit Eternitdeckung - Begründung: geschichtlich, wissenschaftlich, Kulturlandschaft prägend - Schutzumfang: gesamtes Objekt - Denkmaltyp: Bauliche Anlage                                                                                   | BW                               |
| 4395 Wikidata  | Porrendeich 19 (54° 25′ 21″ N, 8° 56′ 44″ O)   | Kate                               | Alteintragung (Aktualisierung vorgesehen) - Begründung: geschichtlich, städtebaulich - Schutzumfang: gesamtes Objekt - Denkmaltyp: Bauliche Anlage | BW                               |
| 12656 Wikidata | Porrendeich 20 (54° 25′ 26″ N, 8° 56′ 50″ O)   | Grabstein Margarete Hans (1614)    | Alteintragung (Aktualisierung vorgesehen) - Begründung: Alteintragung (Aktualisierung vorgesehen) - Schutzumfang: Alteintragung (Aktualisierung vorgesehen) - Denkmaltyp: Bauliche Anlage | Fotos hochladen                  |
| 4392           | Porrendeich 21 (54° 25′ 23″ N, 8° 56′ 52″ O)   | Kate                               | Kate; Kern 19. Jh. mit Veränderungen des 20. Jh.; eingeschossiger, traufständiger Backsteinbau unter reetgedecktem Walmdach, Spitzgiebel über dem Hauseingang - Begründung: geschichtlich, Kulturlandschaft prägend - Schutzumfang: gesamtes Objekt - Denkmaltyp: Bauliche Anlage | BW                               |
| 11300          | Porrendeich 25 (54° 25′ 25″ N, 8° 57′ 4″ O)    | Haubag                             | Haubarg; 1848; eingeschossiger Backsteinbau unter Reetwalmdach, Vörhus nach Süden mit mittlerem Zwerchhaus, Achterhus nach Norden, im Inneren 8-Ständer-Vierkant - Begründung: geschichtlich, Kulturlandschaft prägend - Schutzumfang: gesamtes Objekt - Denkmaltyp: Bauliche Anlage | BW                               |

## Gründenkmale
| Objekt-ID      | Lage                                           | Offizielle Bezeichnung | Beschreibung | Bild            |
| -------------- | ---------------------------------------------- | ---------------------- | --- | --------------- |
| 19550 Wikidata | Kirchspielplatz 1 (54° 25′ 0″ N, 8° 55′ 14″ O) | Kirchhof               | Alteintragung (Aktualisierung vorgesehen) - Begründung: geschichtlich, Kulturlandschaft prägend - Schutzumfang: Kirchhof, Grabmale bis 1870 - Denkmaltyp: Gründenkmal, Sachgesamtheit: Kirche St. Nikolai | Fotos hochladen |

## Quelle
- Liste der Kulturdenkmale in Schleswig-Holstein – Kreis Nordfriesland (PDF)

- Karte mit allen Koordinaten:
- OSM |
- WikiMap